# Štavalj
Štavalj (cyr. Штаваљ) – wieś w Serbii, w okręgu zlatiborskim, w gminie Sjenica. W 2011 roku liczyła 268 mieszkańców.